# Der Lärm der Zeit
Der Lärm der Zeit (engl. Originaltitel: The Noise of Time) ist ein biografischer Roman von Julian Barnes aus dem Jahr 2016. Die deutsche Übersetzung von Gertraude Krueger erschien 2017 bei Kiepenheuer & Witsch. Der Romantitel zitiert den Titel des 1925 erschienenen Prosawerks Шум времени (Das Rauschen der Zeit) des russischen Dichters Ossip Mandelstam.

## Inhalt und Aufbau
Der Roman erzählt die Lebensgeschichte des russischen Komponisten Dmitri Schostakowitsch. Er thematisiert die Lebens- und Arbeitsbedingungen eines Künstlers in einer Diktatur, besonders in der Zeit des Stalinismus.
Der Roman ist in drei Teile gegliedert. In jedem Teil wird eine konkrete Situation als Rahmenhandlung geschildert, die den Ausgangspunkt für Schostakowitschs Erinnerungen und Reflexionen bietet:
Im ersten Teil Auf der Treppe wird eine Situation aus dem Jahr 1936 geschildert: Nachdem Schostakowitschs Oper Lady Macbeth von Mzensk auf das Missfallen Stalins gestoßen war und er selbst zum Volksfeind erklärt wurde, wird er außerdem beschuldigt, Mitwisser einer Verschwörung gegen Stalin zu sein. Er erwartet jede Nacht, von der Geheimpolizei (Beamten des NKWD) festgenommen zu werden. Um seiner Frau und seiner kleinen Tochter zu ersparen, dies mitzuerleben, wartet er jede Nacht vor der Tür seiner Wohnung auf seine Festnahme, zu der es aber nicht kommt.
Im zweiten Teil Im Flugzeug befindet sich Schostakowitsch auf dem Rückflug von New York, wo er an einem sowjetisch-amerikanischen Friedenskongress teilnahm. Er ist in den Augen der sowjetischen Führung rehabilitiert, wollte an dem Kongress aber nicht teilnehmen, um sich nicht für deren Staatspropaganda vereinnahmen zu lassen. Es blieb ihm aber keine Wahl, und er musste sich sogar von seinen früheren Werken und von Komponisten, die er eigentlich verehrte, die aber der sozialistisch-realistischen Kunstdoktrin zuwiderliefen, offiziell distanzieren.
Der dritte Teil Im Auto erzählt von Schostakowitschs späten Jahren in der Ära von Stalins Nachfolger Nikita Chruschtschow. Schostakowitsch, nun der berühmteste Komponist seines Landes, wird von seinem Chauffeur durch Moskau gefahren. Seine vielen Orden und Ehrungen durch den Staat nimmt er eher gleichgültig entgegen. Er verliest Reden und unterschreibt Zeitungsartikel, die andere für ihn geschrieben haben. Seine Freunde wissen, wie er wirklich denkt; auf alle anderen muss er aber wie ein Lakai der Sowjetregierung wirken. Er glaubt, sich zu sehr dem System angepasst zu haben und hat dadurch seine Selbstachtung verloren. Häufige Selbstmordgedanken – wie in früheren Jahren – hat er jedoch nicht mehr.

## Quelle
- Julian Barnes: The Noise of Time. Jonathan Cape, London 2016, ISBN 978-1-78470-333-2
  - Der Lärm der Zeit. Übersetzung Gertraude Krueger. Kiepenheuer & Witsch, Köln 2017, ISBN 978-3-462-04888-9